# Alchemilla homoeophylla
Alchemilla homoeophylla es una especie de planta del género Alchemilla, perteneciente a la familia Rosaceae.

## Taxonomía
Alchemilla homoeophylla fue descrita por Serguéi Yuzepchuk en 1951.

## Distribución
Se encuentra en el territorio central de la parte europea de Rusia.